# MC4R
Le MC4R (pour « Melanocortin 4 receptor ») est une protéine dont le gène est le MC4R situé sur le chromosome 18 humain.

## Rôles
Il s'agit d'un récepteur couplé aux protéines G transmembranaire et exprimé au niveau du cerveau, en particulier au niveau du noyau paraventriculaire de l'hypothalamus. Son activation et son interaction avec le Kir7.1, permet une baisse de l'appétit et augmente la consommation énergétique. Il augmente également la pression artérielle par la voie de la protéine kinase A.
Il est aussi exprimé au niveau du tube digestif, contrôlant la libération du peptide YY et du glucagon-like peptide-1.
Au niveau cellulaire, il augmente la concentration du calcium intracellulaire par la voie de la Gαq-phospholipase C. Son activité dépend également du NCKX4.

## En médecine
Les mutations du gène entraînant une diminution de fonction de la protéine ont pour conséquence une obésité avec un trouble de l'appétit de type hyperphagie.
Le setmélanotide est un oligopeptide en cours de test comme médicament agoniste de ce récepteur.